# Thermidori reakció

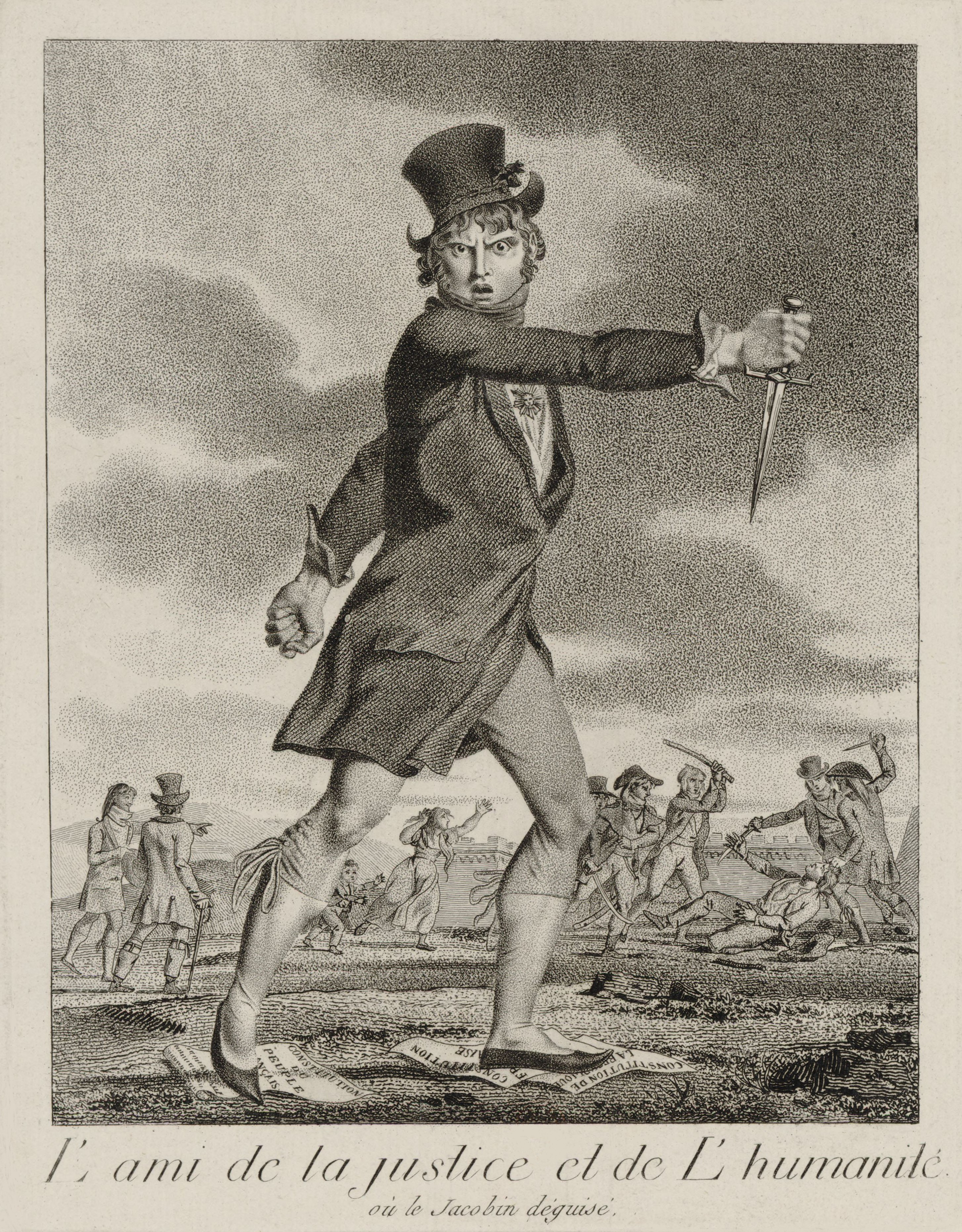
Fehérterror 1795. A jakobinusok és a sans-culotte-ok terrorját – főleg Dél-Franciaországban – a royalisták fehér terrorja váltotta fel

A thermidori reakció kifejezés az 1790-es évek végén honosodott meg, maga a „reakció” szó korábban csak természettudományokban volt ismert. A Francia Akadémia 1798-as szótárában közölt definíció szerint: „Reakció. Átvitt értelemben olyan pártról mondják, amelyik bosszút áll és így is cselekszik.” A múlt század végén és a jelen század elején főként Alphonse Aulard és Albert Mathiez újították fel, majd Albert Soboul és mások közvetítésével vált általánossá – a felfogásbeli különbségek ellenére – a mai történeti irodalomban. Egyedisége folytán külön is megemlítjük François Furet-nek a thermidori fordulatról kialakított véleményét. Már Denis Richet-vel közösen írt monográfiájában arra tette a hangsúlyt, hogy nemcsak folytatódott a forradalmi mozgalom, hanem meg is haladta korábbi kereteit annyiban, amennyiben igyekezett konszolidálni leglényegesebb vívmányait: az alapvető emberi szabadságjogokat és a privilégium nélküli tulajdont. Újabb művében, „Gondolkodni a francia Forradalomról”, Furet „hasadásnak” („coupure”) minősítette thermidort, majd így folytatta: „Ez a képviseleti legitimitás győzelme a forradalmi legitimitás fölött, a hatalom által gyakorolt ellenőrzés saját forradalmi ideológiája fölött, és mint Marx mondja, a tényleges társadalom revánsa a politikai illúzión.” El kell ismerni, hogy Furet egy valóságos történeti összefüggést emelt ki, amelyet a Direktórium még láthatóbbá tett. Bármiként is van, valamennyi történész a törést, a választóvonalat hangsúlyozza ezzel kapcsolatban, a forradalom visszatérését burzsoá kereteibe, a visszanyúlást 1789-hez.

## Külpolitika a direktóriumig
Franciaország külpolitikáját döntően az első európai franciaellenes koalícióval való hadakozás határozta meg. 1792. április 20-án hadat üzent Franciaország Ausztriának, de a háború akkor tört ki, amikor a királyt menesztették 1792. augusztus 10-én. A porosz-osztrák seregek szeptember 1-jén Verdunnél győzelmet arattak, de szeptember 20-án Valmy-nál sikerült megállítani őket. A francia sereg azonban nem állt meg, és szeptember-novemberben meghódították Savoyát, Nizzát, a Rajna bal partját Észak-Elzásztól Mayence-ig, végül Dumouriez (francia tábornok, girondista, 1792-ben külügyminiszter, majd hadügyminiszter. Később áruló lett.) meghódította Belgiumot, miután 1792 novemberében Jemappes-nál legyőzte az osztrákokat. Ennek hatására jött létre Anglia kezdeményezésével a franciaellenes szövetség. A Konvent a koalíció megalakulása (1793) után 300 000 katona kiállítását rendelte el. A siker nem tartott sokáig, mivel a nép ellenezte a rendeletet, és fellázadt ellene (1793. március 10–15.), így ebben a polgárháborús helyzetben az osztrákok vissza tudták szerezni Belgiumot, és a Rajna bal partját.
A következő jelentősebb esemény 1794 júniusában történt: a köztársasági seregek győzelmét a II. év messidor 8-án (1794. június 26-án) a fleurus-i ütközet pecsételte meg. Thermidor 9-én július 27. meghódolt Belgium. A Jourdan vezénylete alatt harcoló Sambre-et-Meuse-i hadsereg a III. év vendémiaire 11-én (1794. október 2-án) kikényszerítette az átkelést a Ruhron. Közben a moseli és a rajnai hadsereg elfoglalta Pfalzot. A Pichegru vezette északi hadsereg bevett több holland erődöt, többek között Maastrichtet, december végén megtisztította a Meuse-t és a Rajna befagyott ágait. Ezzel Hollandia területe is a köztársaság megszállása alá került. 1795 januárjában kikiáltották a Batáviai Köztársaságot. A pireneusi csapatok ősszel elözönlötték Katalóniát. Nyugaton 1794 szeptemberében Moncey csapatai elfoglalták San Sebastiant. Németalföld elfoglalása óriási gazdasági előnyöket biztosított a köztársaság számára. A francia kormány a Batáviai Köztársaság megalakításáról folytatott tárgyalásokon ragaszkodott a hadi kártalanításhoz, mert ez lehetővé tette számára a további hadjárat finanszírozását. Carnot a II. év bizottságának politikáját folytatva megelégedett volna a határok stratégiai kiigazításával; egyébként ez volt a mérsékelt és az alkotmányos royalisták álláspontja is. Végül a köztársaságpártiak megegyeztek Belgium annektálásában. Eközben bomlásnak indult a belső érdekellentétektől marcangolt koalíció. Lengyelország 3. felosztását Ausztria és Oroszország, Poroszország részvétele nélkül akarja megvalósítani, az osztrák kormány kiegyezett II. Katalin orosz cárnővel, eszerint az oroszok Varsót, az osztrákok pedig Krakkót foglalják el. Ennek hatására Poroszország keletre vezényelte a nyugaton állomásozó seregeit, hogy őt is odaengedjék a tárgyalóasztalhoz. 1795. január 3-án írták alá a Lengyelország 3. felosztásáról szóló egyezményt, eszerint Poroszország a kötelező részt kapta meg. A lengyel válság elősegítette a koalíció szétesését. II. Frigyes Vilmos tárgyalásokba kezdett a franciákkal, és elküldte Goltz grófot Bázelbe, hogy találkozzon a francia követtel, Barthélemy-vel.
A franciák célja az volt, hogy szerezzék meg Poroszország támogatását a Rajna bal partjának annexiójához. Goltz utódja, Hardenberg Észak-Németország függetlenségét követelte Poroszország garanciája alatt. A Poroszországgal kötött bázeli szerződés „békét, barátságot és kölcsönös egyetértést” írt elő a Francia Köztársaság és Poroszország királya között. A francia csapatok kiürítették a Rajna jobb partján lévő porosz birtokokat, de egészen az általános pacifikálásig megszállva tartották a bal parti területeket. A két hatalom a szerződés titkos záradékaiban kölcsönösen szigorú semlegességre kötelezte magát. Hollandiával a III. év floréal 27-én (1795. május 16-án) kötötték meg a szerződést [hágai szerződés]. Franciaország megkapta a holland Flandriát, Maastrichtet és Venloot. A két köztársaság véd- és dacszövetséget kötött a háború tartamára. A Batáviai Köztársaság beleegyezett egy 25 000 főnyi megszálló hadsereg eltartásába. Elvállalta, hogy 100 millió forint hadi kárpótlást fizet holland készpénzben, akár érmében, akár jó külföldi valutára szóló váltókban (20. cikkely). A III. év thermidor 4-én (1795. július 22-én) Barthélemy és Yriarte spanyol megbízott aláírták a bázeli francia–spanyol szerződést. Moncey győzelmei – a franciák elfoglalták Bilbaót és Vittoriát, majd elérték az Ebro menti Mirandát – siettették a tárgyalásokat. Franciaország kiürítette a meghódított területeket, de megkapta az Antillákon Santo Domingo spanyol részét. Ezt a szerződést egy évvel később, a IV. év fructidor 2-án (1796. augusztus 18-án), Saint-Ildefonse-ban véd-, és dacszövetséggel egészítették ki.
Ezen események, és az 1795. július 21-i Quiberoni partraszállás hatására az első koalíció egy időre felbomlott, hadiállapot, csak Angliával és Ausztriával állt fenn.

## A belpolitika a direktóriumig
Robespierre bukása után a politikai hatalom átmenetileg az ún. thermidori konvent kezébe került. Elnevezését a hatalomátvétel dátumáról, thermidor 9-ről (1794. július 27.) kapta, jelszava pedig „se királyságot, se diktatúrát” volt. Sok történész szerint az ún. „thermidori fordulat” vissza akarta téríteni a forradalmat arra az útra, mely figyelemmel van a néptömegek helyzetére, ugyanakkor kollektív irányítás alatt áll. A képviselők megpróbáltak visszatérni 1789–1791-es időszak elveihez (az alkotmány elveihez). Ellentmondásos helyzetük azonban már a kortársaknak is feltűnt [Madame de Stael]: tartós és működőképes rendszert szerettek volna kiépíteni, miközben harcra kényszerültek az egykori terroristák [Carrier], az új jobboldal [az aranyifjúság és a fehér terror időszaka], a párizsi néptömegek (a germinali és a prairiali felkelés), a Hegypárt maradványa (1795. június 17.) és az emigránsok ellen (a quiberoni eset).
A politikai rendszer ugyan az maradt, mint ami 1794. július 27-e előtt: Az államforma köztársaság, a törvényhozó hatalmat a Konvent testesítette meg, a végrehajtó hatalmat a Konvent különféle bizottságai látták el. Azonban a „bosszúálló antiterrorizmus és a „sans-culotte-talanítás” (Soboul kifejezése) tömegméreteket kezdett ölteni. Országszerte elkezdték irtani az előző rendszer valós, vagy vélt híveit, a jakobinusok és a sans-culotte-ok terrorját – főleg Dél-Franciaországban – a royalisták fehér terrorja váltotta fel. A délkeleti vidékeket gyilkos bandák terrorizálták (Jézus Társaság, Jehova Társaság, a Nap Társasága. Párizs utcáit pedig a „muscadin”-ek, a „piperkőcök” vették birtokukba. Ezek a fiatalemberek agresszív royalisták voltak, akik folyamatosan járták az utcákat. Tetteikről, kinézetükről Hahner Péter egyik forrása így szól:
René-Pierre Choudieu, a Nemzeti Konvent képviselője emlékiratában így jellemezte a thermidori konvent idején fellépő agresszív, jobboldali fiatalemberek gyülekezeteit:
Fréron adta ki a jelszavakat az aranyifjaknak, ahogy az általa vezetett csoportokat nevezték. Megkülönböztető jel gyanánt e fiatalemberek az általuk „áldozati”-nak nevezett módon vágták le a hajukat, vagyis jól berizsporoztatták, és összefonatták a tarkójukon, ellentétben a hazafiak hajviseletével, akik rövidre nyíratták, és nem rizsporoztatták a hajukat. Vendée vezetőit utánozva fekete galléros kabátokat viseltek, és már csak egy fehér kokárdára volt szükség ahhoz, hogy nyíltan is vállalják az ellenforradalmat. Fréron hadserege fanatikus fiatalemberekből állt, akik sohasem szenvedtek semmit, de a terror sajnálatra méltó áldozatainak tüntették fel magukat, s kijelentették, hogy kötelességük megbosszulni vérpadon elpusztult rokonaikat. E csoport a Tuileriák palotájának és a Tuileriák kertjének a felügyeletét tekintette feladatának, valamint A nép ébredése című dal éneklését, amelynek minden strófája halált kért az általuk terroristának nevezett republikánusok fejére. A refrén e szavakkal ért véget: „Nem menekülnek előlünk!” Szabadidejükben egy farandole-nak nevezett tánccal szórakoztak. Aki nem akart csatlakozni hozzájuk azt nyakon csípték, s bedobták a víztárolókba. Méltó győzelem egy ilyen hadsereg számára! Fréron csak a pártját változtatta meg, de nem a jellemét. A konventben azt követelte, hogy a párizsi Városházát rombolják le, mert Robespierre-nek menedéket adott. A Jakobinusok Klubját is le akarta bontatni”.
1794 őszén megindult a terror leginkább kompromittált képviselőinek is a felelősségre vonása. Jean-Baptiste Carrier-t november 11-én tartóztatták le, törvényszék elé állították, és december 16-án lefejezték. 1795. március 2-án letartóztatták Bertrand Barère-t, Jean-Marie Collot d’Herbois-t és Billaud-Varenne-t. Május 7-én pedig kivégezték Fouquier-Tinville-t.
Július 31-én újraválasztották a bizottságokat, a Közjóléti Bizottságba a Robespierre-t megbuktató személyeket helyezték, és csökkentették hatáskörét, csak a hadügy és a diplomácia kérdésében dönthetett. Ezt a bizottságot később feloszlatták. Átszervezték a Forradalmi Törvényszéket, de a Konvent 1795. május 31-én ezt is megszüntette. A rendeleteket újra a Konvent hozta.
Ebben az időszakban a hatalomba ismét a gazdag burzsoázia lépett, ez – Vadász Sándor történész szerint – visszalépés 1789-hez. A thermidoristák eltörölték a prairial 22-i törvényeket (Robespierre a még meglévő törvényi akadályokat (nyilvános tárgyalás, védekezés) is eltörölte a terror útjából, s a Forradalmi Törvényszék csak felmentő vagy halálos ítéletet hozhatott), és a gyanúsak törvényét (a „terror alaptörvényét” Philippe-Antoine Merlin fogalmazta meg, s a Konvent a népi nyomás hatására fogadta el). 1795. február 21-én határozatban kimondják a vallásszabadságot, és Prairial 11-én (1795. május 30-án) Lanjuinais javaslatára visszaadják a templomokat a hívőknek, de a falakon kívüli vallásos megnyilvánulásokat egyelőre még tiltották.
Az abszolutisták az ancien régime-hez való visszatérés hívei azonban többségben voltak. Provence grófja fölvette a XVIII. Lajos nevet, s 1795. június 24-én Vérone-ban kiáltványt tett közzé: megígérte a rendek és a parlamentek visszaállítását, az egyház kiváltságos helyzetének helyreállítását, a királygyilkosok megbüntetését. A thermidoristák feleszméltek, és összefogtak a royalista veszéllyel szemben. Az angol royalista emigránsok fegyvert rántottak, és Joseph de Puisaye nevű vezetőjük partraszállást készített elő. A pénzt, a hajórajt és az egyenruhát az angol kormány adta. Az emigránsokat Louis Charles d’Hervilly és Charles Eugène Gabriel de Sombreuil vezénylete alatt két hadosztályra osztották. A partraszállási kísérletet messidor 9-én (1795. június 27-én) Quiberon-félszigetén, Bretagne déli partvidékén (Vendée környéke) hajtották végre. A már prairial elején figyelmeztetett kormánynak volt ideje csapatokat összevonni Hoche parancsnoksága alatt. A huhogókat az emigránsok visszaszorították a félszigetre, s azt erős sáncokkal elzárták a külvilágtól. A royalisták messidor 19-én (július 7-én) megkísérelték a kitörést, de véres fejjel húzódtak vissza. Végül az emigránsok csapatait a köztársasági csapatok 1795. július 20-21-én indított rohama verte szét. Ez a kormányzati rendszer azonban mégsem volt annyira tökéletes, mint ahogy sokan a vezetők közül elképzelték. 
A nagy vesztes, természetesen a szegény nép volt. 1794. december 24-én eltörölték a valamelyes védettséget nyújtó ármaximumot. A népi mozgalom nyomására a Nemzeti Konvent kiterjesztette a május 4-ei „maximum törvényét”, s élelmezési bizottsága 1794. február 21-ére kidolgozta az országosan egységes, maximált árak rendszerét. Még előtte, november 9-én (12-én François Furet szerint) bezáratták a Jakobinus Klubot, majd az egész plebejus ellenzéket tömörítő Választási Klubot. A III., majd a IV. évben beköszöntő éhínség tettekre sarkallta a városi és falusi tömegeket, melyek a legmélyebb nyomorba süllyedtek. 
A krízisben a rossz termés játszott döntő szerepet, miközben az árak fölszabadítása és a papírpénz elértéktelenedése folytán a válság drámai méreteket öltött. A következő év 1795 tavaszán, április 1-jén a germinali felkelést Pichegru, május 20-21-én pedig a prairiali felkelést Jacques Menou fojtotta el. A néptömegek e két utolsó felkelési kísérlete jellegzetes utóvédharc volt, vezetőiktől, és szervezeti hálózatuktól megfosztva semmi esélyük nem lehetett a győzelemre. Kudarcukért magas árat kellett fizetniük: a Saint-Antoine negyed lefegyverzése a népi mozgalom halálát jelenti, s a hűséges hegypártiak utolsó osztagának, a „hegycsúcs”-nak a felszámolásával a politikai reakciónak nyert ügye lett. A negyed elleni fegyveres fellépést Jacques Menou (1750–1810) tábornok vezette. Idézzünk két nyilatkozatot annak érzékeltetésére, hogy miképpen tudatosult az új helyzet a két szemben álló fél: egyfelől a pékségek előtt sorba álló, a hideg tél után éhező nép és a vagyonosok képviselőiben.
Március 17-én két munkáskerület küldöttei a Konvent épületébe mentek, és ott ezt mondták: „Nincs kenyerünk, maholnap ott tartunk, hogy sajnálni fogjuk mindazokat az áldozatokat, amelyeket a forradalomért hoztunk.” A gazdagok kíméletlen önzése más színben tüntette fel a nép szemében a terrort is. „Robespierre uralma idején vér folyt, és nem voltunk szűkében a kenyérnek; most nem folyik vér, és szűkében vagyunk, tehát vérnek kell folynia, és akkor lesz kenyerünk.” Boissy d'Anglas-t (1750–1826) azzal vádolták meg, hogy tudatosan idézett elő élelmiszerhiányt, ezért a találékony párizsiak „Boissy Famine”-nak, azaz „Éhinség-Boissy”-nak keresztelték el. Megítélésünk szerint a thermidoriánus burzsoáziának nem volt még egy képviselője, aki ilyen nyíltan és – a kitaszítottak számára – ilyen kegyetlenül foglalta volna szavakba az újburzsoázia hitvallását [Ezt, jelentésében, 1795. június 23-án mondta el, mely jelentésében kifejtette az új alkotmány alapelveit is]. „Önöknek végre garantálniuk kell a gazdag ember vagyonát… A polgári egyenlőség – ez minden, amit egy józan ember követelhet… Az abszolút egyenlőség agyrém; ez csak akkor valósulhatna meg, ha az összes ember között megvalósulna a szellem, az erény, a fizikai erő, a neveltetés, a vagyon egyenlősége…” Határozottan kijelentette, hogy csak a tulajdonosok közt lehet találni magasan képzett férfiakat, akiknek érdekük a törvény betartása, márpedig nekik kell vezetniük. „A tulajdonosok által kormányzott ország a társadalmi rend állapotában van, a nem tulajdonosok kormányzása a természeti állapotokra jellemző.”
Ilyen előzmények után jött létre a Direktórium rendszere 1795-ben, a III. év alkotmányának elfogadása révén, amely mérsékelt republikánusok és az alkotmányos monarchisták kompromisszumán alapult.

## A III. év alkotmánya
A thermidoriánusok alkotása a III. év polgári és köztársasági alkotmánya, amellyel le akarták zárni a forradalmat.
A Boissy d’Anglas által a Konvent elé terjesztett alkotmánytervezet vitája két hónapig tartott. A tervezetet az 1795. április 18-án kinevezett Tizenegyes Bizottság állította össze, amelyben részt vettek republikánusok, de royalisták is. A mérsékelt republikánusok és az alkotmányos monarchisták megegyeztek abban, hogy útját kell állni mind a demokráciának, mind a diktatúrának, és vissza kell térni 1789 elveihez, amelyeket azonban a burzsoázia érdekei szerint kell értelmezni és módosítani Maga a mű három részből áll: a Jogok Nyilatkozata, a Kötelességek Nyilatkozata, és az Alkotmány. 
Az 1789-i Nyilatkozat I. cikkelyét („ Az emberek jogilag szabadoknak és egyenlőeknek születnek, s mindvégig azok”) elvetették: „Ha önök kijelentik, hogy minden ember élete végéig egyenlő jogilag – mondta Lanjuinais thermidor 26-án –, akkor lázadásra provokálják az alkotmány ellen azokat, akiktől az összesség biztonsága érdekében megtagadják az állampolgári jogokat, vagy felfüggesztették azok gyakorlását. A thermidoristák ugyanúgy beérték az állampolgári egyenlőséggel, mint az Alkotmányozó Gyűlés tagjai, csak okosabbak voltak azoknál: Az egyenlőség azt jelenti, hogy a törvény egyazon mindenki számára, akár véd, akár büntet. Az egyenlőség nem ismer semmilyen születési megkülönböztetést, semmilyen örökletes hatalmat. – szögezte le a 3. cikkely. Az 1793-i Nyilatkozat által elismert szociális jogok szóba sem kerültek. A felkeléshez való jog sem. Ezzel szemben a tulajdont itt úgy definiálják, mint az 1793-i Nyilatkozatban: A tulajdon a javak, a jövedelmek, a munka és az iparkodás gyümölcsei élvezetének és a vele való rendelkezésének a joga. (5. cikkely). Ez a gazdasági szabadság teljes és tökéletes szentesítését jelentette. A Kötelességek Nyilatkozatában leszögezik: A tulajdon fenntartásán alapul a földek megművelése, minden termelés, minden munkaeljárás és minden társadalmi rend.
Korlátozták a szavazati jogot, azonban a cenzus keretei szélesebbek voltak, mint 1791-ben: minden 21. évét betöltött, állandó lakhellyel rendelkező és valamilyen adót fizető francia polgár „aktív polgárnak” számított. Az aktív polgárok „elsőfokú gyűlést” tartanak a kanton székhelyén, s megválasztják az „elektorokat” az olyan 25. évüket betöltött francia állampolgárok közül, akiknek a tulajdonában 6000 vagy ennél több lakosú községekben 200 napibér értékének megfelelő jövedelmet biztosító birtok van. Az ország összesen körülbelül 30000 elektora „elektorgyűlést” tart a megyeszékhelyen, s cenzusos korlátozás nélkül megválasztja a törvényhozó testület tagjait. Az állami hatóságok szervezetének kialakításában szigorúan érvényesítették a hatalom megosztásának elvét. A Jogok Nyilatkozatának 22. cikkelye szerint „Nem létezhet társadalmi garancia, ha a hatalmak nincsenek szétválasztva.” Ez elejét veszi mindennemű diktatúra veszélyének.
A törvényhozó hatalmat két tanács kezébe tették le: a Vének Tanácsáéba, amelynek 250 tagja legalább 40 éves, nős vagy özvegyember volt, és az Ötszázak Tanácsáéba, amelynek tagjai legalább 30 évesek kellettek, hogy legyenek. Mindkét tanács tagjainak egyharmada évenként [kötelezően] újraválasztható volt. Az Ötszázak a törvényeket kezdeményezték, és határozatokat hoztak: a Vének megvizsgálták, illetve törvényerőre emelhették ezeket.
A végrehajtó hatalmat öttagú Direktórium testesítette meg, amelyet a Vének választottak az Ötszázak által előterjesztett ötven főnyi listáról. Évenként a Direktórium egy-egy tagja [kötelezően] újraválasztható volt. E szerv felügyelt a köztársaság belső és külső biztonságára; rendelkezésére állt a hadsereg, de közvetlen vezényletet nem gyakorolhatott fölötte; [A Direktórium nevezi ki a vezető tábornokokat, de nem választhatja ki ezeket tagjainak rokonai közül (146. cikkely)] kinevezett biztosai révén felügyelt rá és gondoskodott róla, hogy a közigazgatási szervek és a bíróságok végrehajtsák a törvényeket. A Végrehajtó Bizottságokat megszüntették, illetve hat miniszterrel cserélték fel, akiket a Direktórium nevezett ki, és akik annak felelősséggel tartoztak. A miniszterek nem alkottak tanácsot (151. cikkely). A Direktóriumnak semmiféle hatalma nem volt a kincstár fölött; ezt hat választott biztosra bízták; a Direktórium nem kezdeményezhetett törvényeket, s kizárólag „üzenetek” formájában érintkezhetett a tanácsokkal.
A közigazgatási szervezetet ismét decentralizálták és egyszerűsítették. A megye élére öttagú „központi közigazgatás” került, amelyet az elektorok gyűlése választott. A körzet megszűnt. A kis falusi kommünök csoportosan kerültek a kantonban működő községi közigazgatások működése alá, a nagyvárosokat pedig, elsősorban Párizst, megfosztották a kommünjüktől, polgármesterüktől, önkormányzatuktól, s több törvényhatóságra osztották. Ez a közigazgatási szervezet mindazonáltal centralizáltabb volt, mint amilyennek látszott. A közigazgatási szervek hierarchikusan helyezkedtek el egymás fölött, a helyi törvényhatóságok a megyének voltak alárendelve, a megyék pedig a minisztereknek. Ezenkívül minden egyes megyei és helyi képviselőtestület mellett ott volt a kormány képviselője, a kinevezett „biztos”. A Direktórium biztosai felügyeltek a törvények végrehajtására, illetve erényt szereztek a törvényeknek, részt vettek a helyi és megyei gyűlések tanácskozásain, ellenőrizték a hivatalnokokat; a megyei biztos közvetlen kapcsolatot tartott fenn a belügyminiszterrel. Szemben a képviselőtestületekkel, amelyeket évenként meghatározott arányban meg lehetett újítani, a biztos a stabilitást képviselte a közigazgatásban. A centralizáció irányában hatott a Direktóriumnak az a joga is, hogy közvetlenül beavatkozhatott a közigazgatás munkájába; a 196. cikkely értelmében a Direktórium közvetlenül is érvénytelenítheti a megyei vagy községi hatóságok intézkedéseit. Az alkotmányrevízió módozatait a III. év alkotmányának XIII. fejezete rögzítette. Az eljárás rendkívül bonyolult volt: a módosítást háromszor egymás után kellett szavazásra bocsátani a tanácsokban, azonkívül össze kellett hívni a „revíziós alkotmányozó gyűlést”. Az egész műveletet csak 9 év alatt lehetett lebonyolítani. Ez a cikkely jelentős lesz a későbbiekben.
Még augusztus 22-én elfogadták az úgynevezett „kétharmados dekrétumot”, melynek az volt a célja, hogy megakadályozza a royalista ellenzék választási győzelmét. A thermidoriánusok tisztában voltak saját mérhetetlen népszerűségükkel, s azzal, hogy a royalisták különféle manőverek segítségével – törvényes úton, szavazatok révén – remélnek hatalomra jutni. A III. év fructidor 5-i (1795. augusztus 22-i) dekrétum előírta, hogy az elektorok gyűlései az új küldöttek kétharmadát (750 közül 500-at) a funkcióban lévő Konvent-tagok közül válasszák meg; a 13-i (augusztus 30-i) dekrétum leszögezte, hogy ha ezt az arányt nem érik el, az újraválasztott Konvent-tagok kooptálással fogják létszámukat kétharmadra kiegészíteni. Ez azt jelentette, hogy a thermidoristák javára az egykori hegypártiakat és az alkotmányos monarchista ellenzéket egyaránt eltávolítják.